# ムジオニクイナ
ムジオニクイナ(無地鬼水鶏、Rallus wetmorei)は、鳥綱ツル目クイナ科クイナ属に分類される鳥類。

## 分布
ベネズエラ北部

## 形態
全長24 - 27センチメートル。上面や体側面は、オリ－ブ褐色。体上面には、オリーブ色の斑紋が入る。眼先は暗緑褐色。喉は淡黄褐色、下頸や胸部は淡灰褐色。腹部はピンクがかった褐色。
虹彩は赤褐色。下嘴の色彩は褐色で、先端は暗いオリーブ褐色。後肢の色彩は、オリーブ褐色。

## 生態
マングローブ林や塩性湿地に生息する。

## 人間との関係
宅地開発や観光開発による生息地の破壊、違法な狩猟により生息数は減少している。